# Max braucht Wasser

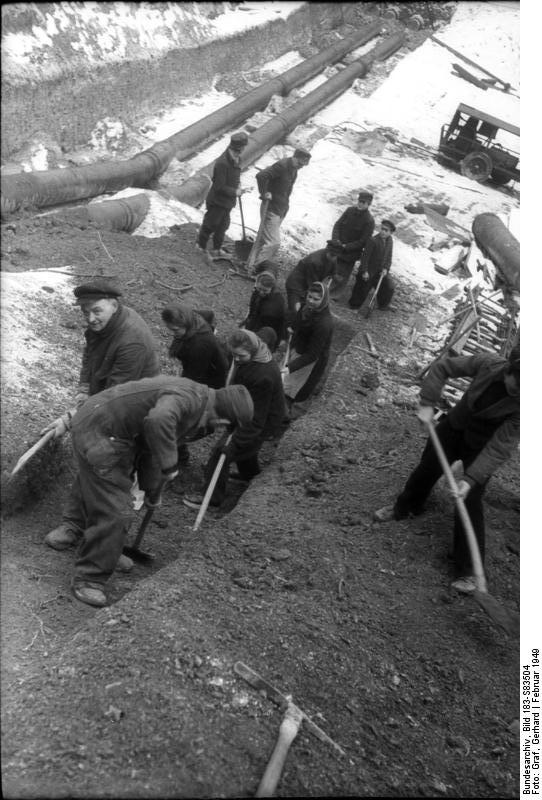
Maxhütte, Wasserleitungsbau durch Studenten

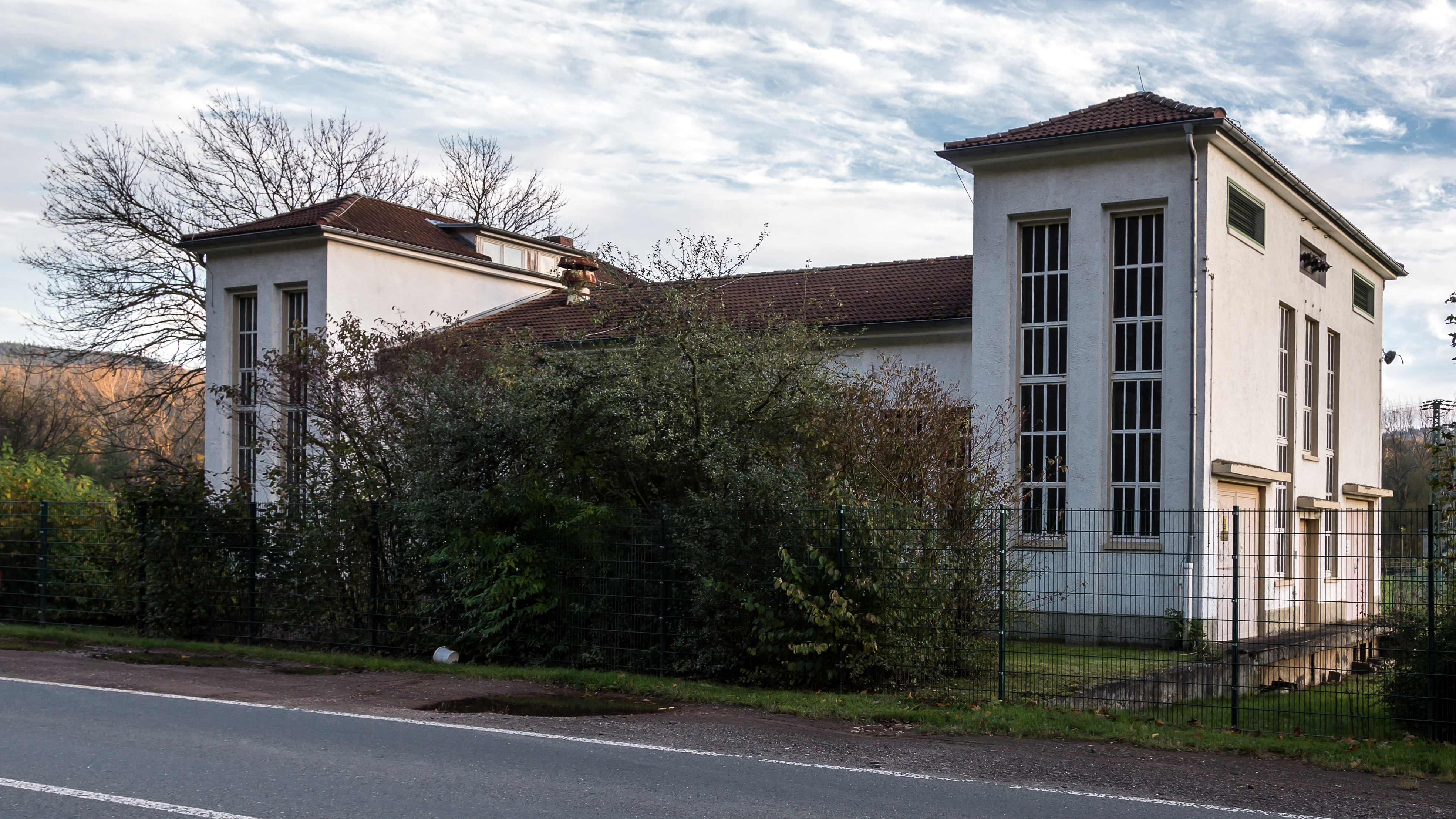
Kaulsdorf Pumpstation an der B 85

Max braucht Wasser war der Name eines dreimonatigen Arbeitseinsatzes von Jugendlichen im Jahr 1949 zum Bau einer Wasserleitung von der Saale zum Stahlwerk Maxhütte im thüringischen Unterwellenborn.

## Hintergrund
1948 war die Maxhütte der einzige Roheisenproduzent in der Sowjetischen Besatzungszone (an fünf weiteren Standorten in der SBZ waren die Stahlwerke als Reparationsleistungen für die Sowjetunion demontiert worden). Damit der vierte Hochofen in Betrieb genommen werden konnte, wurde das Kühlwasser aus der ca. 5 km entfernten Saale benötigt. Da die regulären Arbeitskräfte nicht ausreichten, kam es Ende 1948 durch die FDJ unter der Losung „Max braucht Wasser!“ zum Aufruf zu freiwilligen Arbeitseinsätzen.

## Bau der Wasserleitung
Dem Appell folgten ca. 2700 Jugendliche. Hunderte von Schülern aus den umliegenden Orten, aber auch viele Studenten aus Leipzig und Jena folgten dem Appell. Die von weiter entfernt angereisten Helfer waren in Güterwagen, die auf einem Gleis auf dem Gelände der Maxhütte standen, untergebracht. Diese Unterkünfte waren mit Doppelstockbetten und einem Kanonenofen ausgestattet. Die Arbeiten bestanden hauptsächlich aus dem Entladen von Sand und Zement aus ankommenden Waggons, dem Beladen von Lastkraftwagen und Schachtarbeiten. Am 1. April 1949 wurde die Wasserleitung nach einer Bauzeit von 90 Tagen eingeweiht.
Am 26. März 1949 fand in Saalfeld die Abschlussfeier für die Einsatzgruppen statt. Kurt Barthel schrieb anlässlich der Eröffnung der Wasserleitung das später in DDR-Schullesebüchern abgedruckte Gedicht „Sagen wird man über unsere Tage“ mit den Schlusszeilen: „Doch den Kriegen folgte jene Zeit der Wettbewerbe,/und die Zeit der Wettbewerbe/war der Anbeginn.“ Der Bau wurde in DDR-Geschichtsbüchern als beispielhafte Gemeinschaftsleistung erwähnt.

## Rezeption
- Der Sonne Glut, Teil 4: Die Klassenschlacht, DFF-Spielfilm 1970, 93 Minuten (Drehort Maxhütte, lt. Abspann)
- Edwin Marian: Der Sonne Glut, Berlin 1973, Verlag Neues Leben; Kapitel: Wasser für Max